# Penko
Penko je priimek več znanih Slovencev:
- Ana Božič Penko, dr. prava, vrhovna sodnica
- Albin Penko (1921—1965), gledališki igralec
- Anton Penko (1908—1976), biolog
- Boštjan Penko (*1961), odvetnik, bivši državni tožilec
- Franc Penko (1910—1983), gledališki igralec
- Gorazd Penko (*1961), športnik kolesar, trener
- Janez Penko (1898—1975), član organizacije TIGR in partizan
- Jože Penko (1882—1957), sindikalni delavec
- Jure Penko (*1981), hokejist
- Marta Penko Rode (1942—2023), dermatovenerologinja
- Slavko Penko (1932—2000), metalurg
- Tatjana Penko (*1952), psihologinja